# بيل روك
نص مائل

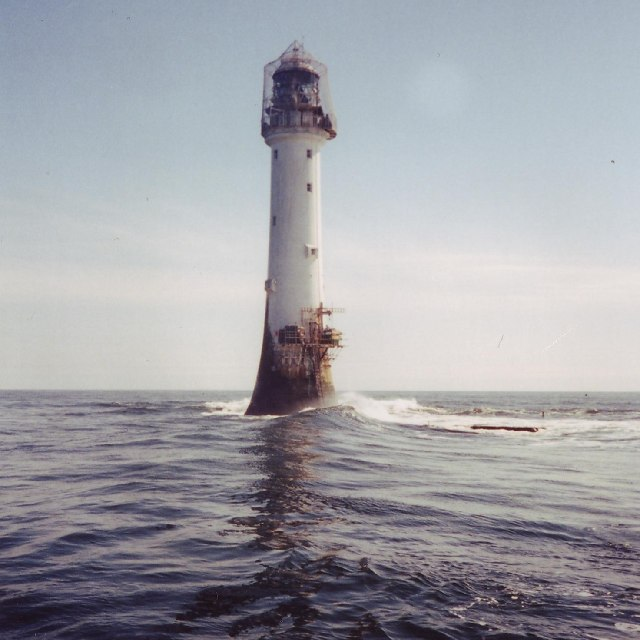
منارة بيل روك.

بيل روك بالإنجليزية: Bell Rock أو إنشكيب Inchcape هو حيد بحري يبعد 11 ميل (18 كم) من الساحل الشرقي لأنغوس قرب دندي في فايف في اسكتلندا.

## وصلات خارجية
- موقع بيل روك